# Fédération québécoise des municipalités
Pour les articles homonymes, voir FQM.
La Fédération québécoise des municipalités (FQM) est une association qui regroupe plus de 1000 municipalités et municipalités régionales de comté (MRC) réparties sur tout le territoire québécois. À titre de porte-parole des régions, elle favorise l'autonomie municipale et travaille activement à accroître la vitalité des régions, et ce, sur l'ensemble du territoire du Québec.

## Historique
Fondée en 1944, la Fédération québécoise des municipalités a d’abord porté le nom d’Union des conseils de comté du Québec (UCCQ), puis d’Union des municipalités régionales de comté et des municipalités locales du Québec (UMRCQ). Dès sa fondation, son objectif premier était de promouvoir les intérêts des municipalités hors des grands centres, alors que l’urbanisation prenait de plus en plus d’ampleur au Québec.
Son président actuel est Jacques Demers, maire de Sainte-Catherine-de-Hatley et préfet de la MRC de Memphrémagog.
Son directeur-général, depuis 2015, est Me Sylvain Lepage.

## Mission
- Représenter les intérêts des municipalités locales et régionales en assumant un leadership politique et stratégique.
- Soutenir les municipalités dans leurs champs de compétence actuels et futurs.
- Conjuguer les forces des territoires urbains et ruraux pour assurer le développement durable des régions du Québec.

L’organisme s’appuie sur différentes structures décisionnelles et consultatives, dont un conseil d’administration regroupant 43 administrateurs provenant de l’ensemble du territoire québécois, six commissions permanentes et deux assemblées des MRC qui orientent sa position sur une multitude de sujets touchant le monde municipal et les régions.
Chaque automne, la FQM tient son Congrès annuel auquel se rattache le Salon affaires municipales. Plus de 3000 personnes prennent part à cet événement, dont près de 2000 élus municipaux. La FQM offre également un important service de formation pour élus et gestionnaires municipaux ainsi que divers regroupements d’achat et de services pour les municipalités du Québec.